# Opleidingscentrum Initiële Opleidingen
Het Opleidingscentrum Initiële Opleidingen (OCIO) was een onderdeel van de Nederlandse Koninklijke Landmacht dat verantwoordelijk was voor de algemene militaire opleidingen voor de soldaten en korporaals van het krijgsmachtdeel. Het OCIO werd opgericht in 1998 en bestond in zijn hoogtijdagen uit vier schoolbataljons en een staf-element, en had circa 500 medewerkers.
Het OCIO werd opgeheven in 2013 als gevolg van het Masterplan Atlanta, een reorganisatieprogramma van het Ministerie van Defensie. Als onderdeel van dit programma werden de schoolbataljons van het OCIO geïntegreerd in de Koninklijke Militaire School (KMS), waarmee een einde kwam aan de eenheid.

## Structuur en opleidingen

### Organisatie
Het OCIO bestond uit de volgende onderdelen:
- Een staf-element in Ermelo;
- Schoolbataljon Luchtmobiel in Schaarsbergen;
- Schoolbataljon Noord in Assen;
- Schoolbataljon Zuid in Oirschot;[2][4]
- Schoolbataljon Centraal in Ermelo (opgeheven in 2007).[5][6]

### Opleidingen
Het OCIO verzorgde de volgende opleidingen:
- De Algemene Militaire Opleiding (AMO);
- De AMO Luchtmobiel (AMOL);
- De AMO voor de Nationale Reserve (AMO-NATRES Basis);
- De AMO voor muzikanten (AMO Muzikanten);
- De AMO voor tolken (AMO Tolken).[7]

Daarnaast verzorgde het OCIO ook, in samenwerking met de Regionale Opleidingscentra, de volgende activiteiten:
- Het Oriënterings-jaar Koninklijke Landmacht;[8]
- De opleiding Vrede & Veiligheid;[6][7]
- Het kwalificatiedossier Veiligheid en Vakmanschap.[9]

## Geschiedenis

### Aanloop naar oprichting
Na de beslissing van de Tweede Kamer in 1993 om de dienstplicht op te schorten, begon de defensieleiding aan een herstructurering van eenheden die volledig gevuld zouden worden met beroepsmilitairen. Volgens de defensieleiding waren alleen deze eenheden in staat om deel te nemen aan crisisbeheersingsoperaties. Een voorbeeld van zo'n operatie was de Nederlandse bijdrage aan de troepenmacht van de Verenigde Naties in het voormalige Joegoslavië, waar 11 Luchtmobiele Brigade aan deelnam. Andere onderdelen van de Koninklijke Landmacht moesten in staat worden gesteld om deze taak over te nemen. In 1994 en 1995 werden hiervoor drie nieuwe schoolbataljons opgericht onder bevel van de commandant Eerste Duits-Nederlandse Legerkorps (1 (GE/NL) Corps):
- 41 Lichte Brigade Schoolbataljon (Steenwijk);
- 13 Gemechaniseerde Brigade Schoolbataljon (Oirschot);
- Schoolbataljon Divisietroepen (Ermelo).

De locaties van deze schoolbataljons werden zo gelijkmatig mogelijk over Nederland verdeeld, in de hoop dat dit de werving van nieuwe soldaten en korporaals zou bevorderen.

### Het ontstaan van het OCIO
Het opleiden van beroepsmilitairen bracht een hogere werkdruk met zich mee voor instructeurs. Dit kwam onder andere door de invoering van de Arbeidstijdenwet en de nadruk die werd gelegd op training en supervisie, wat meer voorbereidingstijd voor de lessen vereiste. Bovendien moest het 1 (GE/NL) corps zich, vanwege inkrimping, concentreren op zijn hoofdtaak: gevechtskracht. Hierdoor kreeg het opleiden van nieuw personeel een lagere prioriteit.
Om deze problemen aan te pakken werd een projectgroep opgericht. Uiteindelijk concludeerde de groep dat de Schoolbataljons omgevormd moesten worden tot 'Schoolbataljons Algemeen' met een regionale functie, los van de operationele eenheden. Het was wenselijk om alle regionale Schoolbataljons, inclusief schoolbataljon Luchtmobiel, onder te brengen in een 'Opleidingscentrum Initiële Opleiding Koninklijke Landmacht', dat zou vallen onder verantwoordelijkheid van de commandant van het Commando Opleidingen Koninklijke Landmacht (COKL), die ook verantwoordelijk was voor de aansluitende functieopleidingen.
Op 1 juli 1998 was de reorganisatie voltooid en werd het OCIO opgericht. Hierbij werden de vier schoolbataljons van de operationele brigades overgedragen aan het COKL en kregen ze de namen: Schoolbataljon Luchtmobiel, Zuid, Centraal en Noord. De laatste verhuisde dat jaar ook naar de Johan Willem Frisokazerne in Assen.

### Reorganisaties

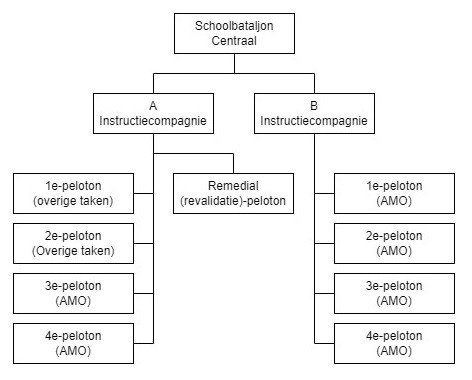
Een organogram van het Schoolbataljon Centraal na een reorganisatie in 2005.

Tijdens haar bestaan heeft OCIO op alle niveaus verschillende reorganisaties en herstructureringen ondergaan. Voorbeelden hiervan zijn de overgang van het COKL naar het Opleidings- en Trainingscommando (OTCo), alsook diverse samenvoegingen en splitsingen van compagnieën binnen de Schoolbataljons.
Een opmerkelijke reorganisatie was de opheffing van het Schoolbataljon Centraal. Deze beslissing werd genomen naar aanleiding van een structureel verminderde opleidingsbehoefte bij de Koninklijke Landmacht. De onderdeelvlag van het Schoolbataljon werd op 27 juni 2007 overgedragen aan brigadegeneraal T.W.B. Vleugels, destijds commandant van het OTCo. Met deze ceremoniële overdracht kwam er een officieel einde aan het Schoolbataljon Centraal.

### De opheffing van het OCIO
Op 8 april 2011 presenteerde de toenmalige minister van Defensie, Hans Hillen, zijn beleidsbrief waarin hij het Masterplan Atlanta aankondigde. Dit plan had als doel om de Koninklijke Landmacht ingrijpend te reorganiseren en tegelijkertijd kosten te besparen. Eén van de reorganisatiemaatregelen in het kader van Atlanta was de integratie van de Schoolbataljons van het OCIO in de KMS. Uiteindelijk leidde deze ontwikkeling tot de opheffing van het OCIO per 1 maart 2013.

## Embleem van het OCIO
Het embleem van het OCIO werd in juni 2000 ontworpen door Frans Smits Sr., ontwerper en adviseur bij de traditiecommissie van de Koninklijke Landmacht. Het embleem bestaat uit twee gekruiste sokkelbajonetten van het karabijn model 1895, die tot 1940 onder andere werden gebruikt door huzaren-motorrijders. Over de sokkelbajonetten rust een banderol met insnijdingen aan beide uiteinden en is voorzien van de letters OCIO.
Frans Smits Sr. koos bewust voor de gekruiste sokkelbajonetten omdat dit soort wapen ten tijde van de oprichting van de huidige Landmacht in 1814 door vele eenheden werd gebruikt. Dit was niet de eerste keer dat soortgelijke wapens op baretgespen werden gebruikt: in 1947 werd de modelklewang van het Koninklijk Nederlands-Indisch Leger (KNIL) gebruikt op de baretgesp van het "Indisch Instruktie Bataljon", en ook later bij het ontwerp van de baretgesp voor het Regiment Stoottroepen werd een stormdolk model 1917 gebruikt. Om deze traditie door te zetten, verwerkte Frans Smits Sr. het sokkelbajonet in het embleem.
De ponceaurode ondergrond van het embleem verwijst naar de infanterie, waarvan de basisvaardigheden de grondslag vormen voor de militaire opleiding.

## Galerij

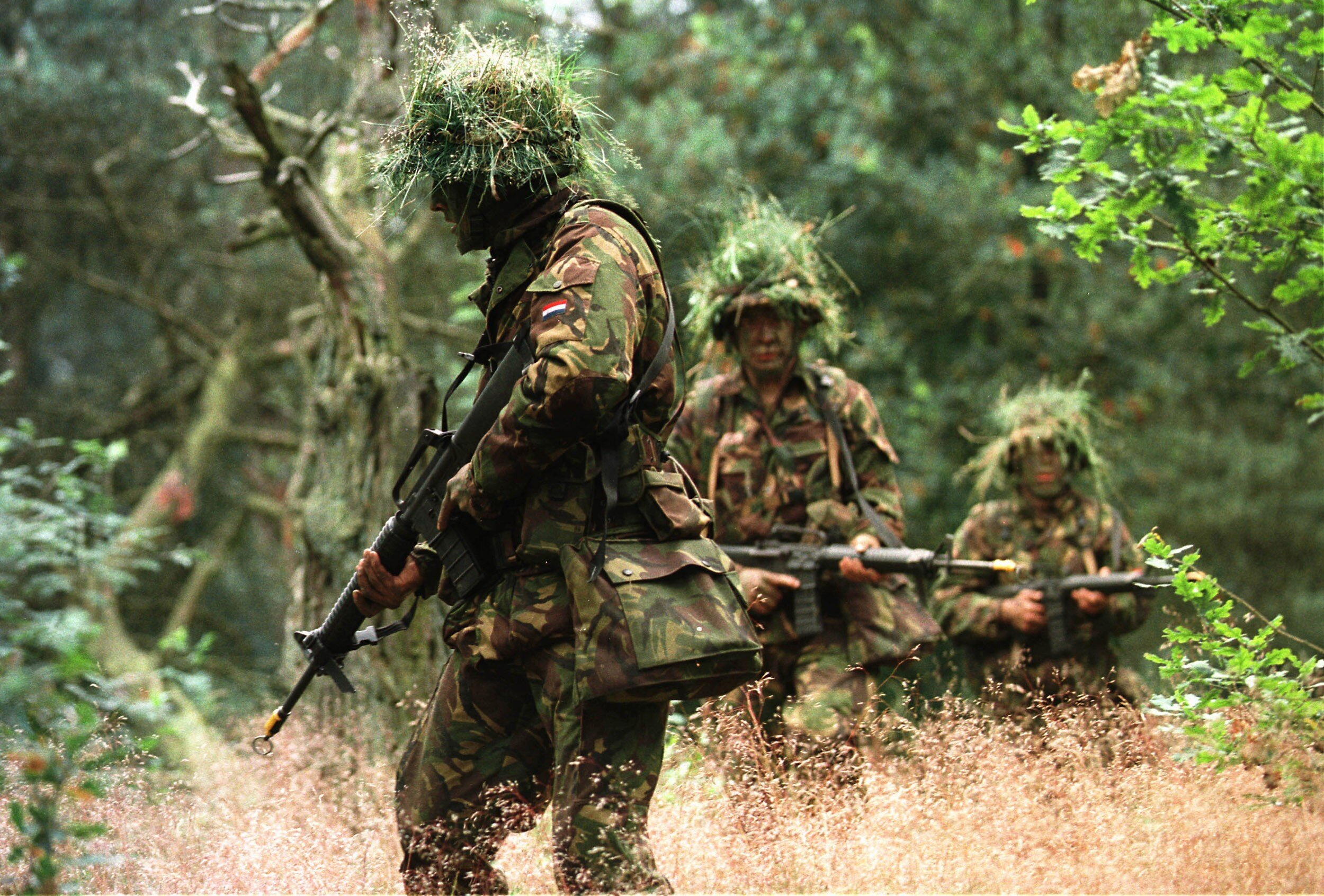
(1998) Militairen van de Nationale Reserve (NATRES) in opleiding verplaatsen door het terrein tijdens de AMO-NATRES Basis.
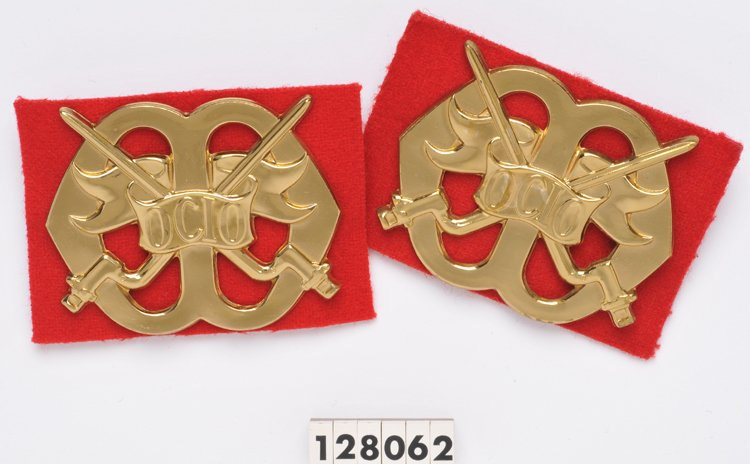
baretgesp Opleidingscentrum Initiële Opleiding OCIO (Bron: Beeldbank Nationaal Militair Museum).